# Полювання на діаманти
«Полювання на діаманти» — драматичний фільм 2005 року з Джеймсом Марстерсом і Джоном Кассіні в головних ролях.

## Сюжет
Професійний грабіжник Боббі Камфорт вирішив зав'язати з кримінальним минулим. Він повернувся в родину до своєї дружини Пеггі та доньки Стефані, почав порядний спосіб життя. Але невдовзі зрозумів, що так жити він не може. Тому Боббі з легкістю приймає пропозицію друга Семмі взяти участь у пограбування, яке має принести багато мільйонів. Комфорт з поплічниками йде на новий вид злочини — обчищати готелі Нью-Йорка.

## У ролях
| Актор           | Роль            |
| --------------- | --------------- |
| Джеймс Марстерс | Боббі Камфорт   |
| Джон Кассіні    | Семмі Нейло     |
| Ларрі Манетті   | Ед О'Коннор     |
| Вейн Робсон     | Док             |
| Робін Брюле     | Стефані Камфорт |
| Джейсон Шомбінг | Філ Перріс      |
| Марго Кіддер    | Пеггі Камфорт   |

## Створення фільму

### Виробництво
Зйомки фільму проходили в Торонто, Канада.

### Знімальна група
- Кінорежисер — Гарі Бернс
- Сценарист — Шиллі Еванс
- Кінопродюсер — Аарон Барнетт
- Композитор — Джон Абрам
- Кінооператор — Люк Монпельє
- Кіномонтаж — Гарет С. Скейлс
- Художник-постановник — Едвард Бонутто
- Художник-декоратор — Енді Лев
- Художник з костюмів — Даяна Ірвін[1].

## Сприйняття
Фільм отримав змішані відгуки. На сайті Rotten Tomatoes оцінка стрічки становить 67 % від глядачів із середньою оцінкою 3,5/5 (1 111 голосів). Фільму зарахований «попкорн» від глядачів, Internet Movie Database — 6,0/10 (573 голоси).